# 윤병구 (1880년)
윤병구(尹炳球, 1880년 12월 22일 ~ 1949년 6월 20일) 감리교 목회자이자 일본 제국 시절 하와이에서 대한인국민회 중앙총회장을 역임한 독립운동가. 경기도 양주 출신. 개항 이후 일제 침략이 가중되자 일찍이 미국으로 건너가 그 곳에서 한인들의 단결과 친목을 도모하며 독립운동에 투신하였다. 그는 하와이에서 한인들에게 전도 활동을 하며 국권 회복 운동을 위해 신민회, 북미대한인애국동지대표회, 애국동맹단에서 활동하였다.
헤이그 특사가 파견되자 통역을 담당하였으며 샌프란시스코 한인감리교회 대한소학교, 워싱턴 한인교육회를 조직하며 한인 청년 교육을 추진했고, 뉴욕 한인교회 재미조선문화회에서 일본 침략을 규탄하기도 하였다. 영문 월간지 『The Star Exponent』를 발간하여 한인 2세에게 한국인의 정체성을 확립하고 미국 사회에 한국 문화와 역사를 알렸다. 해방 후 이승만의 정치 활동을 후원하였고, 대한민국 정부 수립 후에는 귀국하여 외무부와 공보부 고문으로 활동하였다.

## 생애 및 활동
어릴 적 부모가 사망하여 고모에게 입양되어 우병길(禹炳吉)로 개명했다가 하와이 이민 후 1904년 말경에 다시 윤병구로 고쳤다. 1897년까지 배재학당에 다녔고 그 해 한성사범학교에 들어가 1899년, 졸업하였다. 같은 해에 호머 헐버트에 영향을 받아 기독교인이 되었고 조지 H. 존스(George H. Jones. 1867–1919) 목사에게 세례를 받았다. 얼마 후 오아영(Agnes Oh)과 결혼하였고 한성외국어학교에서 영어를 공부하였다. 이후 1901년부터 인천지방 감리교선교부에서 통역관으로 일하면서 안정수와 함께 인천 영화학교(永化學校)에서 4, 5개월 가르쳤다.
1902년, 콜리어(Charles T. Collyer, 高永福) 목사의 요청으로 개성 남감리교 교회서 사무를 도우면서 그 해 개교한 호수돈 여학교에서 학생들을 가르쳤다. 하와이로 이민간 동포들이 목사 파송을 한국에 요청함에 따라 1903년 10월 5일, 부인과 2개월 된 아들을 두고 홀로 하와이에 왔고, 부인과 아들 조슈아 윤(Joshua Yoon)은 1904년 3월 30일, 호놀룰루에 도착하였다.

### 1900년대

#### 하와이 목회와 신민회 활동 (1903~1904)

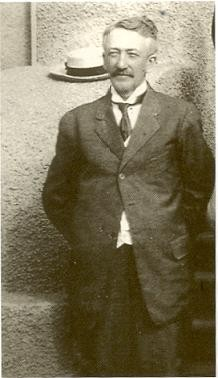
1900년대, 하와이로 부임 온 존 와드만(John W. Wadman) 감리사는 한인들을 신앙적으로 지도하였고 독립운동에도 큰 도움을 주었다.

하와이 제일감리교회의 피어슨(G. L. Pearson) 목사의 통역을 담당하며 하와이 현지 교민들을 전도하였다. 이후 그의 후임으로 온 존 와드먼(John W. Wadman) 감리사를 도우며 목회를 이어갔다.
1903년 8월, 하와이의 호놀룰루에서 홍승하, 박윤섭, 문홍섭, 임치성, 임형주, 김정극, 안정수, 이교담 등 예수교 감리교도들과 함께 신민회를 조직, 홍승하가 회장에 추대되어 일제의 침략 행위에 대항하고 하와이 한인사회 동포간의 친목 단결 증진 및 민지계발(民智啓發)을 이룩하기 위한 적극적인 활동을 폈다.
1903년 10월 5일, 남감리교 선교부의 후원을 받아 하와이 한인들 대상으로 전도 활동에 전념하며 국권 회복 운동을 위해 노력하였다.
1904년 4월, 하와이 이주 교포들을 상대로 불법적인 인민세를 징수하려는 주 당국의 부당한 처사에 대해 적극적인 반대 투쟁을 벌여 한인들의 권익 옹호에 앞장서기도 했다. 그리고 하와이 오아후 섬의 에와 농장에서 정원명·김성구·이만춘·김규섭·강영소 등 동지들을 규합하여 기존 신민회를 해체한 후, 이를 계승하고 발전시킨 에와친목회를 발족시키고 정원명을 회장으로 추대하여 신민회의 정신을 잇는 활동을 벌여 나갔다.

#### 루즈벨트에게 독립 청원서 제출 (1905)

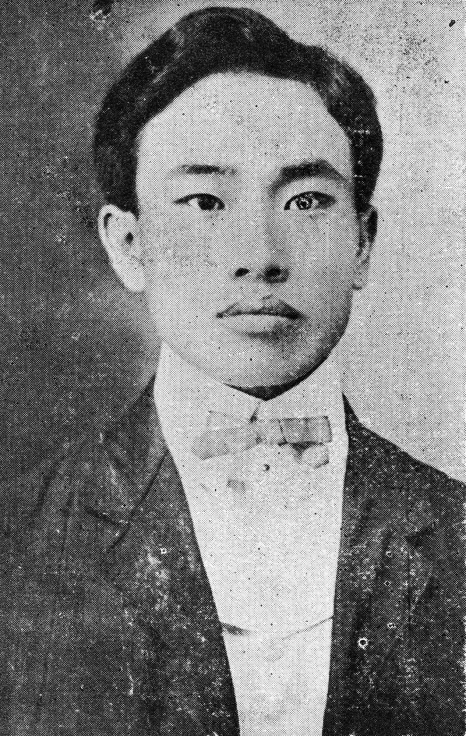
루즈벨트 대통령을 접견할 당시의 윤병구 목사

1905년 7월, 미국 포츠머스에서 러일 강화회의가 개최된다는 소식이 들리자 에와친목회에서는 로스앤젤레스에서 활동하는 공립협회와 연합하여 한국대표를 파견키로 했는데, 이때 그가 선발되어 본토로 파송되었다.
당시 미 국방장관 윌리엄 하워드 태프트는 앨리스 루즈벨트 여사와 그녀의 남편인 하원의원 롱워스를 동반하여 극동으로 여행 중 하와이에 경유차 머물고 있었다. 하와이에 거주하던 동포들은 그 일행을 환영하는 대규모 민중대회를 개최하고 윤병구 목사의 지휘로 하와이 군도에 있는 4,000여명의 한인의 이름으로 1882년의 조미수호조약에 따르는 한국 독립의 보호를 루스벨트 대통령에게 탄원할 것을 결의했다.
이 대회에서 루스벨트 대통령에게 탄원서를 제출할 사절로서 윤병구와 이승만을 선출하였고 여비로 $500을 모금하여 주었다. 하와이 감리교 소속 와드먼 박사는 두 대표를 루즈벨트 대통령에게 소개하는 서한을 태프트 국방장관에게 쓰도록 권유하였다.
태프트 장관의 소개장을 들고 두 사람은 필라델피아에 서재필을 찾아갔다. 그들은 서재필의 도움으로 탄원서에 최종적인 자구 수정을 완료한 후 뉴욕으로 출발했다. 7월 5일 아침, 이들은 롱아일랜드 새거모어 힐 오이스터 베이에 도착하여 대통령 별장 앞 옥타곤 호텔에 투숙하였다.
신문들은 별장 앞으로 찾아온 이 두 젊은 동양인들에게 관심을 표하며 여러가지 질문을 던졌지만 이승만과 윤병구는 외교 의례에 벗어나는 행동은 결코 하지 않을 것을 다짐하고 대통령을 면회하기 전까지는 아무 말도 할 수 없다고 그들에게 말하였다. 기자들은 "대통령은 당신들을 만날 시간이 없기에 몇 달 머물러 있더라도 아무 소득이 없을 것이다"라고 비관했다.
그러나 그날 저녁에 레브 비서로부터 이튿날 아침 9시에 루스벨트 대통령 사저를 방문하라는 전화가 걸려오자 기자들이 몰려와서 그들이 취할 대책에 관하여 질문을 하며 대통령과의 면담을 축하해주었다.
다음날 아침, 돈을 주고 빌린 정식 외교 프록코트와 실크 해트로 차려입은 후 마차를 타고 응접실로 안내되었다. 그들이 청원서를 대통령에게 전하자 그는 이렇게 대답하였다.
| “ | 여러분께서 이토록 나를 찾아 주신데 대하여 기뻐 마지 않습니다. 나도 귀국을 위하여 최선을 다할 것을 원합니다만, 이 탄원서가 공식적 경로를 밟지 않은 이상 나로선 처리하기가 곤란합니다. 중국 정부가 대사관을 통하여 이와 유사한 진정서를 제출하여 왔는데 당신들도 공사관을 통하여 이를 제출한다면 중국 정부에서 온 탄원서와 함께 내가 강화회의에 제출하려 합니다. 여러분도 잘 아시다시피 나의 입장은 강화조약을 체결하기 위하여 두 나라 대표를 한 자리에 초대한데 불과한 것 뿐이고, 이 회의에 간섭할 아무 권한도 없습니다. 그러나 귀국 공사관을 통해서 이것을 보내주시면 나는 즉시 두 개의 탄원서를 제출하겠습니다. 귀국의 공사가 이것을 제출하러 가서 만약 국무장관을 만나지 못하는 경우, 이것은 본인에게 제출되는 것이라고 이르고 아무에게나 맡겨 놓고 가십시요. 이것만이 필요한 절차입니다. | ” |

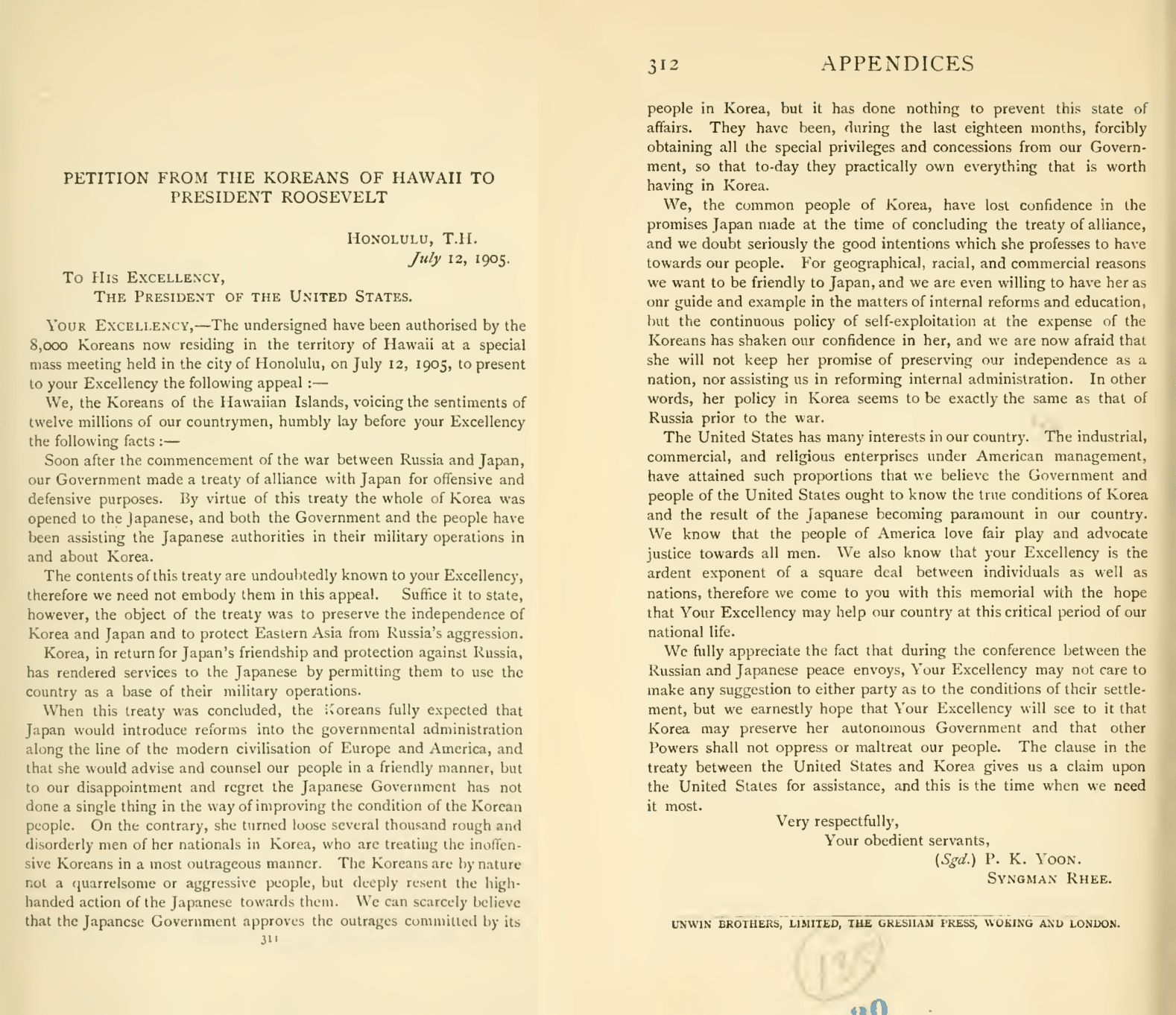
테오도어 루즈벨트 대통령에게 보내는 하와이 한인 교민들의 청원서, 언론인 Fred A. McKenzie의 저서 『The Tragedy of Korea』 (1908) 부록에서 발췌

이날 이승만이 루즈벨트에게 전달한 밀서(密書) 내용은 다음과 같다.
| “ | 러일 전쟁에 승리를 거둔 후 일본국은 우리의 정치적 독립과 영토적 안전을 존중하고 보장키로한 그 조약을 무시하고 사실상 대한제국 침략을 합리화하려고 기도하고 있습니다. 때문에 양국의 강화조약을 조정하는 귀 대통령께서 1882년 조미수호 통상조약 정신에 입각하여 이와같은 일본의 계책을 중지하고 한국이 일본의 손에 들어가지 않도록 주선해 줄 것을 앙청하나이다. | ” |

이후 이 둘은 곧바로 역으로 달려가 기차를 타고 워싱턴으로 향하였다. 「워싱턴 포스트」 지(紙)를 비롯한 주요 매체들은 이들이 루즈벨트 대통령에게 탄원서를 제출한 경위와 이것을 공사관을 통하여 공식으로 전달하기 위해서 워싱턴으로 향하고 있다는 기사를 보도하였다. 그러나 공사관이었던 김윤정은 이미 일본에 매수된 상태였고 임무는 실패하고 만다.
하와이로 돌아오는 길에 샌프란시스코에 들려서 공립협회에 가입하였다.
1905년 10월 17일, 윤병구는 다시 호놀룰루로 복귀한다.

#### 헤이그 통역사 역할 (1907)
1907년 6월, 헤이그 만국평화회의에 대한제국 특사 이상설과 이위종이 1907년 8월 1일, 뉴욕에 도착한 뒤 로아노크 대학에서 공부하던 송헌주, 윤병구 목사와 통역을 위해 합류했다. 이 두 사람이 통역을 담당하는 한국 특사로 합류할 수 있었던 것은 덴버에서 활동중인 박용만의 적극적인 주선과 재정적인 후원이 있었기 때문이었다. 이준 특사의 갑작스런 죽음과 일제의 방해로 만국평화회의의 참석이 좌절되자, 구미 열강을 상대로 하는 구국 외교로 방향을 바꾸기로 하고 미국에 다시 돌아왔다.
1907년 9월 3일, 헤이그의 국제기자협회를 상대로 일본의 국권 강탈을 규탄하고 한국 독립을 호소하여 『해조신문』에 소개되었다.

#### 애국동지대표회 개최 (1908)
1908년 2월 3일, 뉴욕으로 돌아와서 한인들의 정치활동에 활발히 참석하였다.
1908년 3월, 박용만(朴容萬)·송헌주(宋憲澍) 등과 함께 북미대한인애국동지대표회를 개최하여 그 해 7월 개최된 미국 민주당 전당대회에서 한국의 독립을 지지하는 여론을 조성하는 데 노력하였다. 또 이 대회에서 해외 한인들의 결속 방안과 독립운동 방향을 논의하며 출판사업 및 한인 통신소 설치, 군사학교 설립 등을 결의하였다.

#### 덴버 한인회의 개최 (1908)

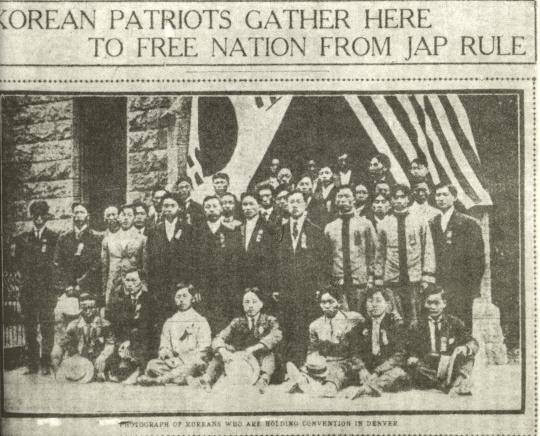
1908년 7월, 콜로라도 주 덴버 시에 있는 그레이스 감리교회에서 열린 애국 동지 대표회. 서있는 첫줄 왼쪽 4번째부터 박용만, 이승만, 윤병구. 이 대회에 헤이그에서 돌아와 미주를 순방 중이었던 이상설도 참가하였다.

1908년 7월 10일부터 15일까지 콜로라도 주 덴버에서 한인 국제회의를 주최하였다. 윤병구는 이를 위해 영국에 건너가 거기 살고있는 소수의 한인들에게 적극적인 애국 운동 참여와 지원을 권고하였다. 이후 미국에 돌아와 이승만과 함께 덴버의 그레이스 감리교회에서 모든 해외 한국 대표자들을 초대하였다. 이 대회에서는 러시아, 중국, 영국, 하와이 및 미국 각지로부터 여러 대표들이 참석했다.
1908년 7월 11일, 최초의 회합이 소집되었을 때에 참가한 대표자 수는 총 36명이었다. 이승만은 의장으로서 개회사를 했고 윤병구는 영문 서기를 맡았으며 개회식에서 ‘동양에 대한 미국’이라는 제목으로 연설하였다. 회의에서는 한인들의 결의문이 채택되었는데 이것을 신문에 발표하도록 하기 위해서 영문으로 작성하였다. 7월 12일자 「덴버 리퍼블리칸」 지(紙)는 다음과 같이 보도했다.
| “ | 이 대회의 목적은 독립 국가를 창립하고 굴종의 쇠사슬을 끊는 것이다. … 그들은 평온한 감정으로 환상을 쫓는 일 없이 회의를 진행했다. | ” |

본 회의에서는 스탠포드 대학 총장 데이비드 스타 요르단 씨가 또한 개회사를 하였으며 덴버 주민도 다수 참석하였다. 최고 절정에 달한 그들의 포부는 7월 14일자 「덴버 리퍼블리칸」 지에 추가로 보도되었다. 신문은 그 전날 채택된 결의문을 열거했는데 그 내용은 각종의 수많은 한국인 단체를 하나의 중앙 단체로 통합하고, 양서(洋書)의 한문 번역을 목적으로 하는 출판사를 설립하고, 세계 정세를 알리기 위해서 한국 내에 번역서를 배포하는 것 등이었다.

### 1910년대

#### 대한인국민회 회장 역임 (1912~1921)

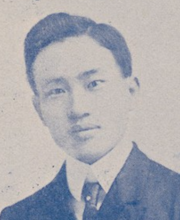
1909년, 잡지 《대도》의 주필을 맡고 있을 당시의 윤병구.

윤병구 목사는 1910년대와 1920년대 초까지 대한인국민회 중앙총회장을 두 번이나 역임한 한인 사회의 지도자이자 이민 목회자였다.
1910년 2월 1일, 군소 단체로는 큰 힘을 낼 수 없고 또 대외적인 위신을 세울 필요가 있는 현실을 깨닫게 됨에 따라 각 단체의 지도자들은 군소 단체의 통합운동을 전개하게 되었다. 결국 재미 한인단체의 통합을 보게 되어 재미 한인교포 자치 단체인 대한인국민회를 발족했다. 이 단체는 중앙총회 사무소를 샌프란시스코에 두고 각지에 지방총회와 지방회를 두었다. 대한인국민회는 지방분권제인 대의원제를 택하여 각 지방에서 선출한 대표의 회의인 중앙총회에서 국민회 전체를 운영케 하였으며, 부속기관으로 경찰도 두었다.
또 그는 1910년부터 샌프란시스코에서 기독교 월간잡지 《대도(大道)》 주필 겸하며 대한인국민회 북미지방총회를 중심으로 합방반대 임시의장으로 회의를 주재하며 결의문을 작성하기도 하였다.
1910년 7월 4일, 샌프란시스코 ‘합방 반대’ 특별회 때 윤병구는 임시 의장으로서 애국동맹단을 결성하고 ‘합방 반대’ 「취지서」와 「청원서」를 대한제국 황제와 일본 천황, 그리고 대한제국과 외교 관계를 맺은 9개국 정부에 발송하였다.
1910년 11월, 샌프란시스코 한인감리교회 안에 대한소학교를 설립하고 어린이들에게 한글과 한국 역사를 가르쳐 민족정신을 일깨웠다.
1912년 11월, 미주지역 한인단체의 통합체인 대한인국민회(大韓人國民會)가 결성된 후 샌프란시스코에서 첫 중앙대의회를 개최할 때 박상하(朴相夏)·정원명(鄭元明)과 함께 하와이 지방총회 대표로 참가해 중앙총회장에 당선되었다. 다른 지역에서 선발된 12인의 대표와 함께 대한인국민회 헌장(憲章)을 제정하고 세금과 의무금 수납제를 규정하였다.

#### 한인교육회 조직 (1914)
1914년 1월, 워싱턴 주 위니치로 이주하여 한인교육회를 조직하고 한인 청년들에게 농공 분야의 실용 학문을 장려하는 활동을 추진하였다.

#### 필라델피아 한인대회 참석 (1919)
1919년 3월 15일, 대한인국민회 중앙총회의 지방외교원으로 정인과와 함께 임명되어 한국 독립을 설명하며 지방을 순회하고 다니다가, 1919년 4월 14일, 필라델피아에서 열린 한인연합대회에 참석하였고 여기서 그는 서재필, 이승만과 함께 미국과 일본 정부에 보낼 독립 요청서를 작성자 3인으로 선정되었다. 임시정부에서는 그를 비롯하여 송헌주, 김호(金乎) 등 재미인사 9명을 파리 평화회의에 참가할 대표로 지명하기도 했다.

### 1920~1930년대

#### 임시정부 지원 (1920~1929)
1920년, 대한인국민회 회장으로 피선되어 부회장으로 당선된 백일규와 함께 국민회를 이끌었다. 이 시기 회원은 8천명 가량이었는데, 이들의 의연금으로 국민회를 운영했으며 약 4,000여명의 회원으로부터 의연금을 받아 매년 2,000∼3,000달러의 자금을 상해 임시정부에 조달하였다.
1921년, 다뉴바 한인교회에서 42명의 한인들과 함께 시사연구회를 조직하고 회장이 되어 임시정부를 개조하려는 국민대표회를 반대하고 이승만과 임정을 지지했다. 같은 해, 국민회가 경비난을 겪게 되자 회장직에 있던 윤병구 목사는 사임하였고 이후 국민회는 활동이 약화되었다.

#### 미주 한인교회 목회 활동 (1930~1939)

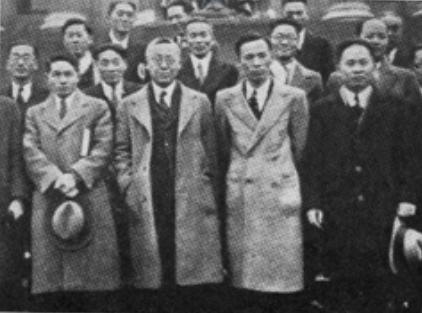
1932년, 뉴욕 한인교회에 출석하던 콜럼비아 대학생들. 맨 앞 중앙이 이승만, 그의 오른쪽 위가 윤병구.

1923년부터 1925년까지 중가주 리들리에서 생활하였다. 250에이커의 땅에 수박 농사를 시작했을 때인 1922년, 미국 남감리교 순행 목사인 임정구 등과 함께 감리사 윌리암 A. 데이비스 목사의 지도로 리들리 한인 감리교회를 설립하고 파트타임 교역자로 재임한다. 윤병구는 1925년에 본 교회를 사임했다.
1927년부터 1936년까지 뉴욕 한인감리교회(KMCI) 제3대 담임으로 목회를 하면서 독립운동을 후원하였다.
1931년 12월 13일, 뉴욕 한인교회에 대학생들이 재미조선문화회를 설립할 때 그는 이사로서 이를 아낌없이 후원하였다. 또한 일본의 만주 침략을 규탄하는 활동을 적극 지원하였다. 1936년, 은퇴 후에도 1939년까지 뉴욕에 머물다가, 서부의 한 조선소에 취직하여 가족과 함께 LA로 이주하였다.

### 1940년대

#### 해방 전후 활동 (1940~1949)

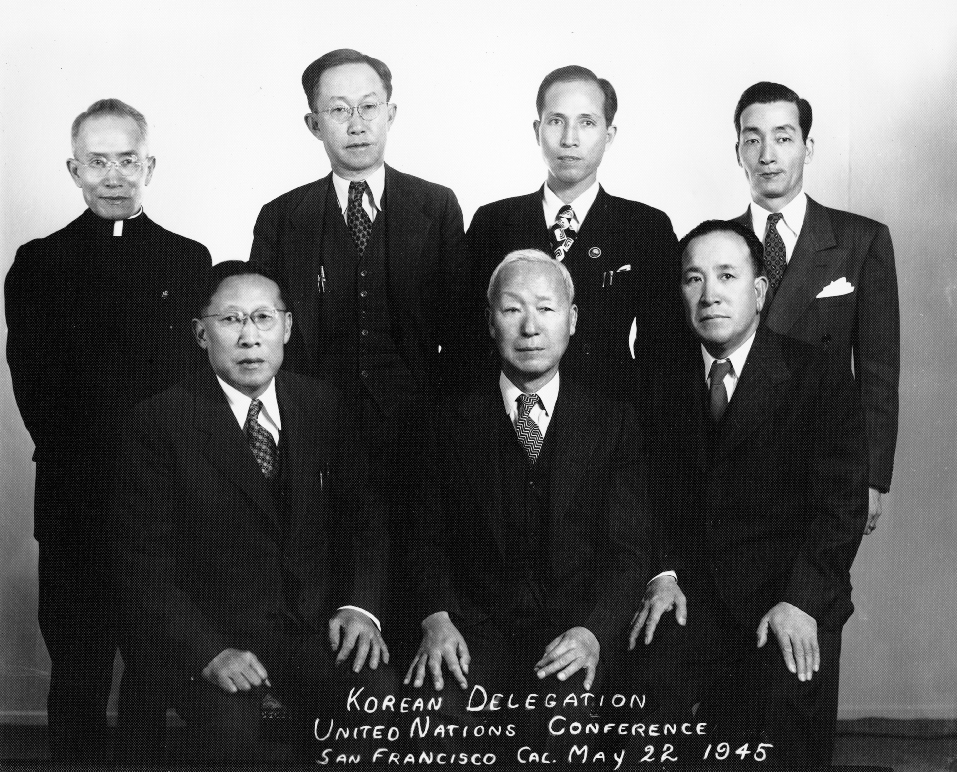
1945년 5월 22일, UN 창립 총회에 파견된 한국 대표단. 앞줄 왼쪽부터 송헌주, 이승만, 이살음. 뒷줄 왼쪽부터 윤병구, 정한경, 유경상, 임병직.

1943년 1월, LA에서 한족출정군인친족회를 만들어 2차 대전에 미군으로 출정하는 한인 가족을 도우며 전사했거나 부상당한 사람과 그 가족들을 후원하였다. 영문 월간지 『The Star Exponent』를 발간하여 한인 2세들에게 한국인의 정체성을 확립하고 미국 사회에 한국 문화와 역사를 알렸다. 1945년 4월, 이승만 등과 함께 국제연합 결성에 참가할 임시정부 대표로 선발되어 교제부장과 재정 검사원으로 활약하였다.
해방 후에는 1946년 4월, 리들리 한인장로교회의 목사로 청빙을 받아 한국에 갈 때까지 나성과 리들리를 왕래하면서 본 교회를 섬겼다. 또 동지회 북미총회의 선전부장으로서 동지회의 발전과 이승만의 정치 활동을 적극 후원하였다.
1949년 2월, 대통령 이승만의 초청으로 귀국하는 중에 호놀룰루를 경유하여 아들 제임스 윤(James Yoon) 집에 머물었다. 그는 하와이에서는 굉장히 유명한 인사였기 때문에 그 해 2월 21일부터 26일까지 하와이 주요 매체인 「스타 불레틴」과 「애드버타이저」는 계속하여 그에 관한 기사를 실었다.
1949년 3월 14일, 46년만에 다시 서울로 돌아온 윤병구는 군목으로 지내기 원했으나 이승만은 그를 외무부와 공보부의 고문으로 임명하였다. 해외 한인들을 격려하고 48개 우방국과 친선 외교를 펼쳤다.
윤병구는 한미간에 새 협약이 필요한 것을 인지하고, 한미협약서 초안 작성에 몰두하다가 6월 20일 아침 69세를 일기로 사망하였다. 장례식은 6월 24일 새문안교회에서 대한민국 정부장으로 거행되었다. 이 자리에는 대통령 이승만이 직접 참석하여 추도사를 직접 낭독하였다. 6월 28일, 호놀룰루의 한인기독교회에서 김태묵 목사 집례로 장례예배가 있었다.

## 기타
미국 감리교 목회자 명단에 오른 첫 한인 목회자이다. '우병구(Woo Pying Kil)'라는 이름이 1904년 9월에 열린 캘리포니아 지방 연회의 목회자 준회원(Probationer) 명단에 포함되었다.
1905년 7월에 설립된 상항 한인감리교회에 출석하다가, 1909년 12월부터 1911년 1월까지 양주삼 목사의 후임으로 그 교회의 목사로 시무하였다. 부인과 자녀들은 1909년 10월 8일에 샌프란시스코에 도착하여 윤병구와 합류하였다.
1906년 5월, 윤병구는 호놀룰루에서 국권 회복에 대한 한인들의 안목 계발과 지식 도모를 목적으로 《시사신보》를 발간했다.
평소에 늘 배움에 뜻이 있었지만 경제적 문제로 주저하다가, 외국 친구 중 유명한 교육가 ‘호이(Hoi)‘라 불리는 사람이 그의 배우고자하는 마음을 좋게여겨 자기가 공부했던 하버드로 보내며 대학 교장과 교감, 사무원과 또 그곳 고등 재판장에게까지 소개장을 써줌으로서 1907년 2월 경, 입학 원서를 제출하고 3월 21일에 허가를 받아 특별 전형으로 하버드 대학에 입학할 수 있게 되었다. 그는 하버드 대학에서 영어와 신학을 공부하였고, 뉴욕 트리뷴(The New York Tribune)은 "하버드의 첫번째 조선 학생인 윤병구는 특별 전형으로 입학하였다."고 기사를 작성하였다. 또 "한두명의 하버드 출신 인사가 그에게 관심을 가졌고, 그를 이 대학에 가도록 설득하였다."고 보도했다.
그러나 학교 서기 그린의 도움으로 1년 학비의 1/4을 보조받았음에도 불구하고 지속되는 재정 문제와 헤이그 특사를 돕기 위해 결국 중도에 하차하게 된다.

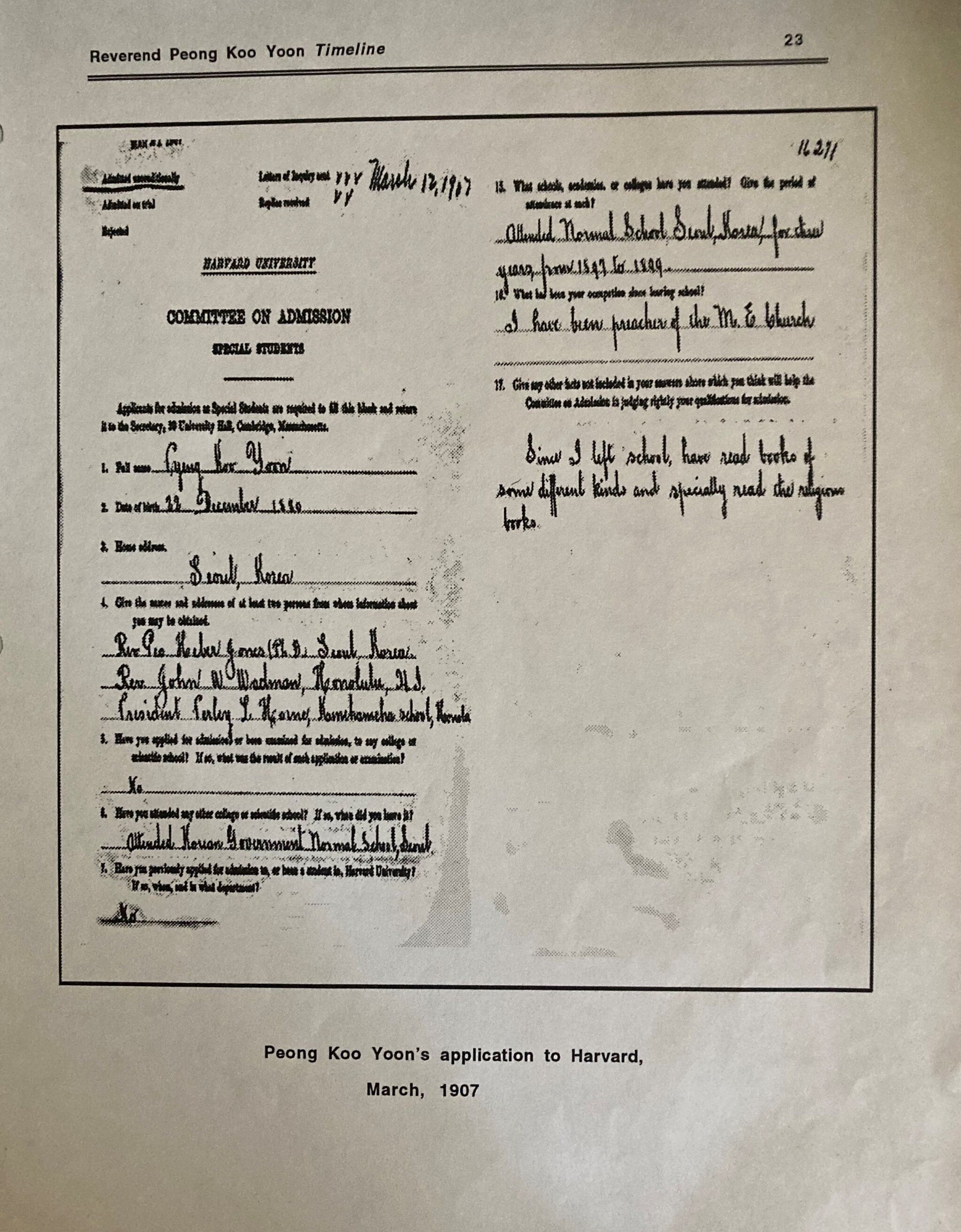
윤병구의 하버드대 입학 자필 원서.

1911년, 오레곤 주로 1914년엔 워싱턴 주로 이사 다니며 목회와 더불어 식구를 위해 과수원을 운영하였다. 1922년, 중부 캘리포니아에 정착하였다. 1925년까지 10명의 자녀가 출생하여 대가족을 이루었다. 1932~1933년에 자녀 조 윤과 사라 윤이 사망하였다.
이승만과는 배재학교 동기로서, 그 시절부터 서로 의형제를 맺고 동생이자 평생 동지적 관계로 그의 독립운동을 뒤에서 지원하였다. 1934년 10월 8일, 뉴욕 몽클레어 호텔에서 이승만과 프란체스카가 결혼할 때 주례를 서주었다.

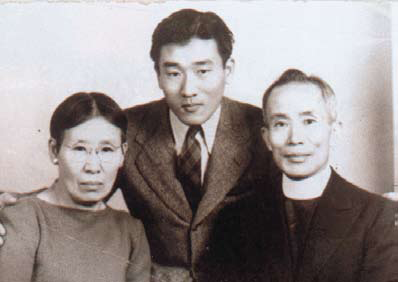
1940년, 윤병구 목사와 부인 애그네스 오, 그리고 아들 프랭크 윤.

윤병구 목사는 외아들 프랭크 윤을 두었다. 그는 2차 세계대전이 발발하자 미군에 복무했고 캘리포니아 주 정부 농업담당 공무원으로 일했다.
ㅤ

## 상훈과 추모
대한민국 정부는 윤병구의 공로를 기리어 1977년 건국 훈장 독립장을 추서하였다.